# Crematogaster ensifera
Crematogaster ensifera es una especie de hormiga acróbata del género Crematogaster, familia Formicidae. Fue descrita científicamente por Forel en 1910.
Se distribuye por el continente africano, en Madagascar. Se ha encontrado a elevaciones que van desde los 38 hasta los 1343 metros de altura.

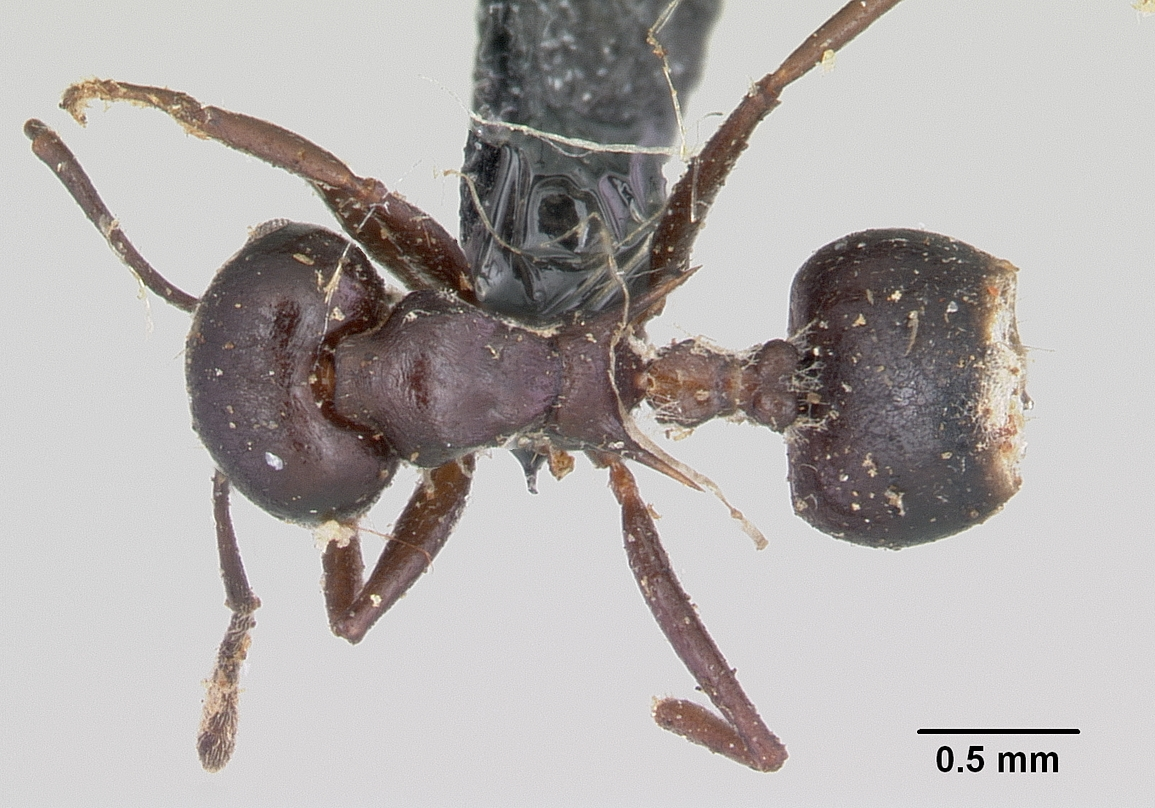
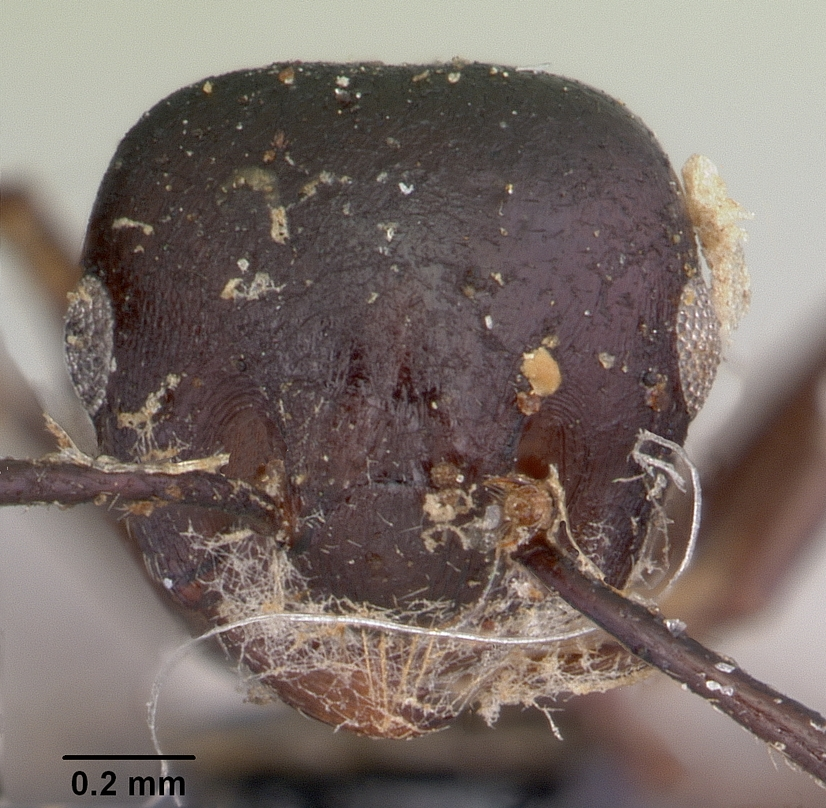
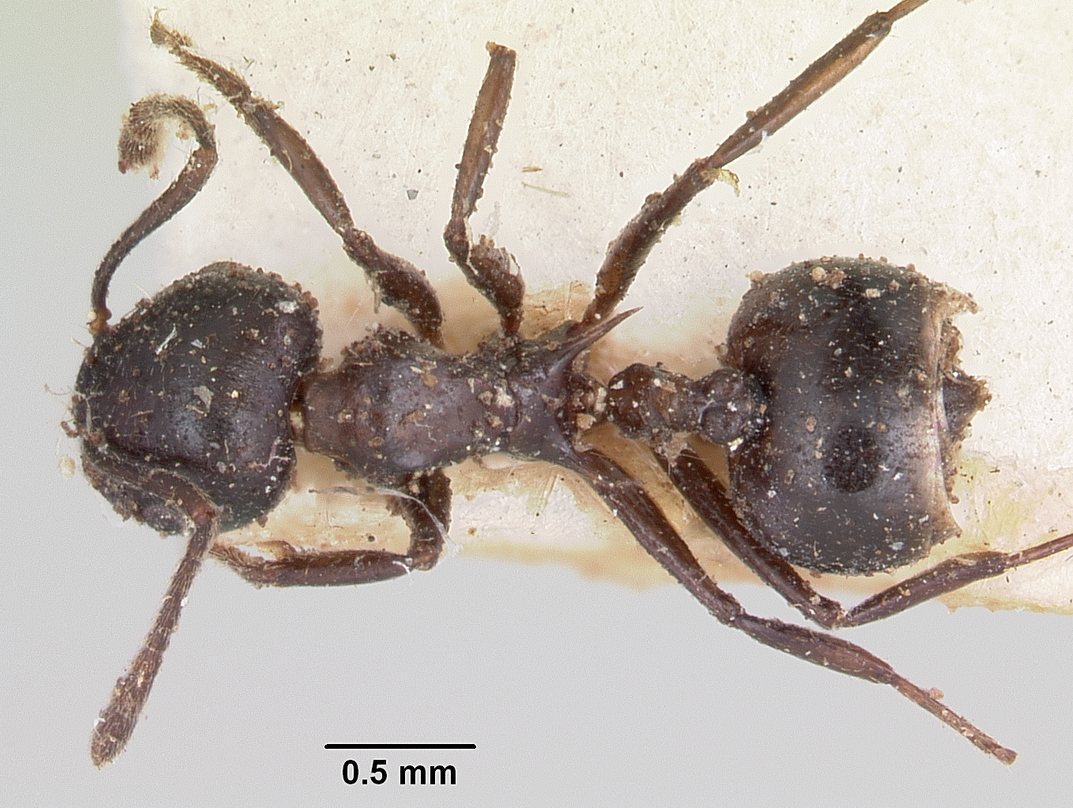